# Drosophila biarmipes
Drosophila biarmipes este o specie de muște din genul Drosophila, familia Drosophilidae, descrisă de Malloch în anul 1924. Conform Catalogue of Life specia Drosophila biarmipes nu are subspecii cunoscute.